# Fruit (scacchi)
Fruit è un motore scacchistico sviluppato da Fabien Letouzey.

## Sviluppo
Il motore venne sviluppato originariamente da Fabien Letouzey, in collaborazione con Joachim Rang (con il ruolo di tester principale). La prima versione del software venne pubblicata sotto licenza GNU GPL il 17 marzo 2004. Fino alla versione 2.1 (Peach), Fruit era un software open source. Il sorgente della versione 2.1 è ancora disponibile ed è stato utile nello sviluppo di motori scacchistici successivi e varianti del motore stesso.
Nel 2005 Ryan Benitez entrò a far parte dello sviluppo, e Fruit divenne software commerciale dal settembre 2005 fino al 23 luglio 2007. Da tale data è stato ripubblicato gratuitamente, ed è liberamente scaricabile dal sito ufficiale. Nel 2007 Letuozey interruppe lo sviluppo, pubblicando l'ultima versione del software (2.3.1) il 2 agosto 2007. Lo sviluppo venne continuato da diversi fork, basati sull'ultima versione disponibile sotto licenza libera (2.1).

## Risultati
Nella classifica SSDF del 24 novembre 2006 Fruit 2.2.1 ha raggiunto i 2842 punti Elo, mentre nella classifica CEGT del 24 gennaio 2007 ha ottenuto un rating di 2776 punti.
Fruit è arrivato secondo nel Campionato del mondo di scacchi per computer del 2005, dietro Zappa, con 8,5/11.

## Dettagli tecnici di Fruit 2.1
Fruit usa il classico algoritmo Negascout (PVS) con Iterative deepening, servendosi anche dell'euristica null-move. La versione originale impiegava una semplice funzione di valutazione dotata di una forte ricerca, ma la funzione è stata potenziata nelle versioni successive. La rappresentazione della posizione si serve di una scacchiera 16x16.

## Motori derivati da Fruit
- Toga II[3] è un motore freeware derivato da Fruit 2.1, creato da Thomas Gaksch. Ha una maggiore forza di gioco ed un migliore algoritmo di ricerca[4]. Nel 2008 sono apparsi dei fork di Toga II, quali ad esempio Grape Fruit[5] o Cyclone[6].
- GambitFruit[7] è un altro motore derivato da Fruit 2.1, ad opera di Ryan Benitez. Ha uno stile di gioco più aggressivo ed implementa alcune migliorie di Toga II[4].
- GNU Chess 6.x è basato su Fruit 2.1.
- Fruit Reloaded è un fork di Fruit 2.1 sviluppato da Fabien Letouzey, Daniel Mehrmann e Ryan Benitez.[8]

## Controversie con Rybka
Nel giugno 2011 un'indagine condotta dall'International Computer Games Association (ICGA) concluse che Rybka avesse plagiato Fruit e Crafty, comportando la squalifica dello sviluppatore di Rybka dagli eventi ICGA e revocando tutti i titoli da lui conseguiti.

## Senpai
Nel 2014, dieci anni dopo la pubblicazione della prima versione di Fruit, Fabien Letouzey pubblicò un nuovo motore scacchistico chiamato Senpai, disponibile sotto licenza GNU GPLv3. Senpai incorpora le innovazioni sviluppate nel decennio precedente, come l'uso di bitboard nella rappresentazione della posizione e l'API di threading introdotta in C++11.